# Związek Obywatelski
Związek Obywatelski (łot. Pilsoniskā savienība, PS) – centroprawicowa łotewska partia polityczna działająca w latach 2008–2011. Od 2010 jeden z trzech podmiotów bloku politycznego Jedność. 6 sierpnia 2011 weszła w skład jednolitej partii politycznej Jedność.

## Historia
PS został założony z inicjatywy Sandry Kalniete, byłej minister spraw zagranicznych i komisarza europejskiego. Do nowej partii przystąpili głównie działacze Nowej Ery i TB/LNNK. W Saeimie powołali odrębną, kilkuosobową frakcję. W 2009 PS wszedł w skład nowej koalicji tworzącej pierwszy rząd Valdisa Dombrovskisa, a jego przedstawiciel objął tekę ministra obrony.
W tym samym roku Związek Obywatelski wygrał na Łotwie wybory europejskie, uzyskując ponad 24% głosów i dwa mandaty, które przypadły Sandrze Kalniete i Inese Vaidere. W Parlamencie Europejskim deputowane partii przystąpiły do grupy Europejskiej Partii Ludowej. W wyborach w 2010 partia uzyskała 15 mandatów w Sejmie X kadencji w ramach bloku Jedność. W skład drugiego rządu Valdisa Dombrovskisa weszło 3 przedstawicieli PS: Ģirts Valdis Kristovskis (minister spraw zagranicznych), Andris Vilks (minister finansów) oraz Sarmīte Ēlerte (minister kultury). 6 sierpnia 2011 związek został częścią jednolitej partii politycznej utworzonej na bazie koalicji Jedność.
Przewodniczącym ugrupowania był Ģirts Valdis Kristovskis. W skład zarządu wchodzili m.in. Ilma Čepāne, Ina Druviete, Sandra Kalniete, Lolita Čigāne i Kārlis Šadurskis.